# 祐川郡
祐川郡，中国古代的郡。
周武帝保定元年（561年）废洮城郡，基城县改属祐川郡。北周时设置祐川郡，治所在基城县（今甘肃省宕昌县西北）。祐川郡隶属于岷州，下辖基城县一县。隋文帝开皇三年（583年），废除祐川郡，基城县直属岷州。